# Röntgenium
Röntgenium is een scheikundig element met symbool Rg en atoomnummer 111. Het element is genoemd naar Wilhelm Röntgen. Tot 1 november 2004 was dit element bekend onder de systematische naam unununium met als symbool Uuu.

## Ontdekking

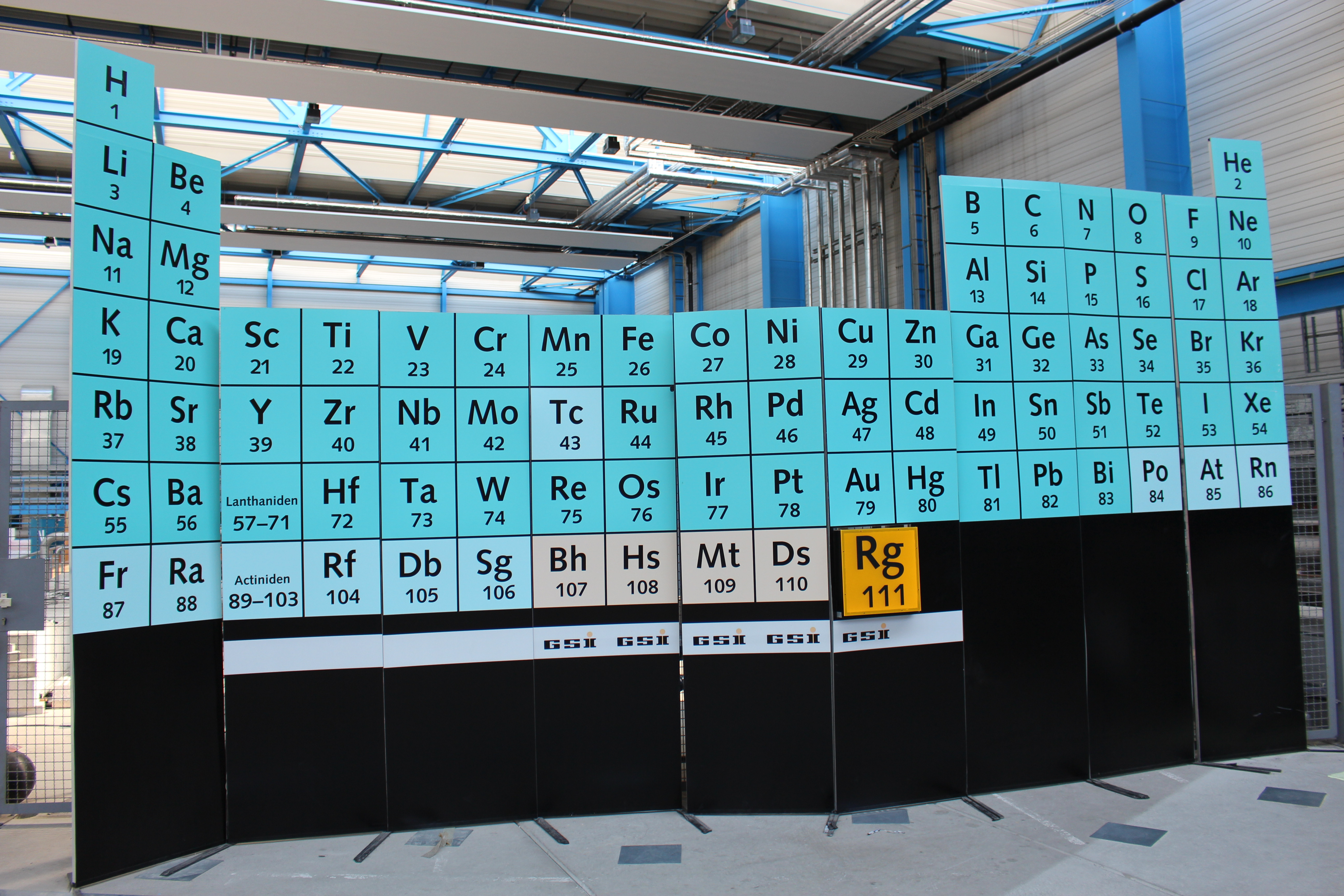
Röntgenium

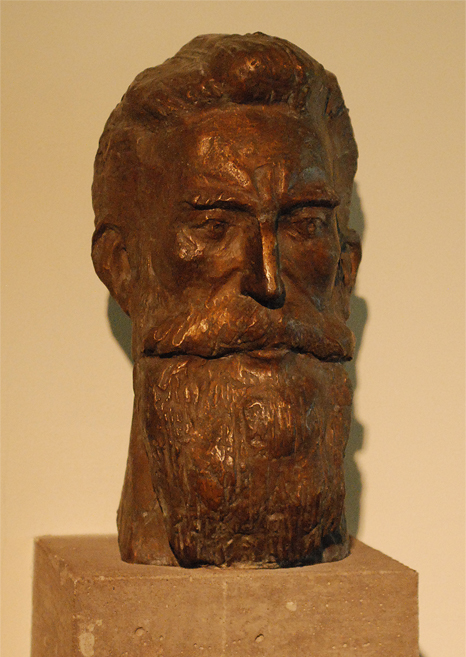
W.C. Röntgen

Röntgenium werd in 1994 voor het eerst bereid in Darmstadt. De bereiding vindt plaats door het beschieten van bismut-209 met nikkel-64:
{\displaystyle {\ce {^{209}_{83}Bi + ^{64}_{28}Ni -> ^{272}_{111}Rg + ^1_0n}}}
Het daarbij ontstane röntgenium vervalt vrijwel direct daarna tot meitnerium.

## Opmerkelijke eigenschappen
Vanwege het hoge atoomgewicht van 272 rekent men röntgenium tot de superzware atomen.
Het element komt, net als koper, zilver en goud, voor in groep 11, vandaar dat dit element tot de overgangsmetalen wordt gerekend. Andere overgangsmetalen zijn vaste metalen, röntgenium zal dit waarschijnlijk ook zijn.